# Aurora (Dichteren)
De Aurora is een korenmolen in de buurtschap Dichteren bij Doetinchem in de Nederlandse provincie Gelderland.
De molen werd in 1870 gebouwd nadat een voorganger in de buurt door windbelemmering niet meer goed kon functioneren. De ronde stenen grondzeiler is in 1954 en 1978 gerestaureerd en is sinds 1976 eigendom van de gemeente Doetinchem.
De roeden van de molen hebben een lengte van 20,66 meter en zijn voorzien van het oudhollands hekwerk met zeilen. De molen is ingericht met een koppel maalstenen en diverse andere werktuigen voor het maalbedrijf. Een vrijwillig molenaar zet de molen regelmatig in werking.